# 指宿市立図書館
指宿市立図書館（いぶすきしりつとしょかん）は、鹿児島県指宿市にある公立図書館。指宿図書館と山川図書館の2館で構成され、どちらも指定管理者として特定非営利活動法人本と人とをつなぐ「そらまめの会」（以後、「そらまめの会」）と株式会社図書館流通センターとの共同事業体「そらまめの会パートナーズ」によって2025年4月1日から運営されている。。
　指宿図書館・山川図書館ともに第二次世界大戦後間もない時期の開館という長い歴史を有し、地域の読書普及に尽くしてきた。特に指宿図書館は児童文学者の椋鳩十の支援を受け、何度も表彰を受けた図書館であった。しかし、1990年代頃から活動が停滞しはじめ、指定管理者の「そらまめの会」による改革を通して活気のある図書館に変化しつつある。

## 歴史
2006年（平成18年）1月1日、旧・指宿市、揖宿郡山川町、同郡開聞町が合併し、これらの市町が設置していた図書館・図書室を引き継いで指宿市立図書館が発足した。指宿市立図書館は指宿図書館、山川図書館、開聞図書室の2館1室で構成されていた。合併した自治体では、引き継いだ複数の図書館のシステムを統合しネットワークで結ぶのが通例であるが、指宿図書館はコンピュータによる貸し出しが未導入で、伝統的なカード式の貸し出しを行っていたこともあり、統合されなかった。
同年6月に指宿市は指宿・山川両図書館に対して指定管理者制度を導入することを決定した。表向きは民間活力の導入を目的としていたが、現実問題としては経費削減が目的であった。指定管理者制度の導入に危機感を抱いたのが、2005年（平成17年）に図書館ボランティアとして発足した「そらまめの会」であった。そらまめの会の活動により、指宿図書館では図書の整理や館内の装飾が行き渡るようになり、減少傾向にあった利用者が戻り始めていた矢先の指定管理者制度の導入決定であり、同年10月に市が指定管理者の募集を行うと、日本全国で図書館業務を行う大手企業が名乗りを挙げた。そらまめの会による図書館改革が始まった矢先の指定管理者制度の導入であり、会員に意見を募ったところ「NPOになって指定管理者に応募するという選択肢もある」という意見が出され、「本と人とのつながりを守りたい」という気持ちから指定管理者に応募することを決意し、少しずつ書類を揃えて10月中旬にNPOの法人格を取得し、同月末に指定管理者への応募を済ませた。最終的に指定管理者へは5団体が応募し、12月の指宿市議会はそらまめの会の理事長が市議会議員であったことを問題視して一旦却下したものの、予算や活動内容への反対意見はなかったため、理事長を据えなおして書類を再提出し、2名の反対議員がいたものの、賛成多数でそらまめの会が指定管理者に選定された。
選定後のそらまめの会は図書館業務の引き継ぎに向けて準備を進めた。館内のコピー機などの機器類や図書館員はすべて市役所に引き上げとなり、さらに引き上げた図書館員で図書館を管轄する社会教育課文化係に配属された人はなく、そらまめの会はパソコンに残されたフォルダだけを頼りに試行錯誤しながら運営に向かっていった。
そして2007年（平成19年）4月1日より指定管理者による運営に移行した。指定管理者制度導入図書館は、鹿児島県では阿久根市立図書館、徳之島町立図書館に次ぐ3館目となった。そらまめの会は館内のディスプレイの刷新、多彩なイベント開催、職員によるブログ「てくてくライブラリアン」の更新を通した情報発信など、公営時代は停滞気味であった図書館活動を一新した。これを受けて2009年（平成21年）に行われた第2期の指定管理者の募集の際には、そらまめの会のような図書館運営は真似できないとして、そらまめの会以外の団体は応募を見送り、2010年（平成22年）4月からの第2期も引き続きそらまめの会が指定管理者となった。なお第2期の指定期間は5年に延長された。更に指宿市当局もそらまめの会の熱意を受けて、指宿図書館のコンピュータ導入の検討と、廃止された移動図書館の復活の検討に入った。
2011年（平成23年）5月1日、そらまめの会による図書館運営の様子をまとめた書籍『私たち図書館やってます!』が刊行された。同年9月1日、指宿図書館が休館に入り、翌2012年（平成24年）2月1日にコンピュータ導入を終えて再開館した。この時、山川図書館とネットワークで結ばれ、インターネットからの蔵書検索や予約等もできるようになった。2014年（平成26年）、そらまめの会は総務省のICT地域情報化アドバイザー派遣事業を活用し、岡本真を講師に招き、ICT関連の取り組みを模索した。その中で移動図書館の復活を目指して2017年（平成29年）にクラウドファンディングを行うことになり、750万円の目標を達成、最終的に1170万円に達した。そして2018年（平成30年）4月に、ブックカフェ号「そらまMEN」と名付けられた移動図書館が走り始めた。
2015年（平成27年）4月からの第3期（5年）もそらまめの会が指定管理者となり、少なくとも2020年（令和2年）3月31日までそらまめの会による運営が継続する予定である。

## 利用案内
指宿市立図書館では「図書館は面白い」と思ってもらうことを第一と考えており、子供達の評価が得られるならば漫画やライトノベルなども良書として充実を図る方針である。漫画は市民からの寄贈によって蔵書の充実が図られ、漫画目当てに図書館へ通い始めた子供が次第に他の本も借りていくという効果や、子供と職員の共通の話題作りに役立っている。図書の配架は日本十進分類法に準拠しつつ、利用者の動線に応じた配置 や、赤木かん子の協力を得て「かん子シール」による分類と表紙を見せる配架を行っている。
館内での飲食は禁止されている。しかし飲食を希望する利用者が増えていること、図書館の周辺にファミリーレストランやコンビニエンスストアがないという事情から、市内のNPO法人縄文の森をつくろう会が制作した机と椅子を館外の一角に設置し、そこで飲食できるようにした。
- 開館時間：9時から19時まで（ただし、土日祝日は17時まで）
- 休館日：月曜日（祝日の場合は翌日）、第4水曜日、特別整理期間（指宿・山川で異なる）、年末年始
- 貸出制限：指宿市に在住・通勤・通学する者
  - 職員に申し出れば、隣接地区の者も利用できる
- 貸出可能冊数：10冊（2館合計で）
- 貸出可能期間：2週間
- 予約、リクエスト、団体貸出、複写、インターネット利用可能。
- 指宿市開聞支所、池田校区公民館、今和泉校区公民館、川尻ふれあい交流館に設置の端末を利用し、貸出・返却・予約することもできる[33]。

## 指宿図書館
指宿図書館（いぶすきとしょかん）は、鹿児島県指宿市十二町にある公立図書館。山川図書館とともに指宿市立図書館を構成する1館であり、指定管理者の特定非営利活動法人本と人とをつなぐ「そらまめの会」が運営する。
図書館は鉄筋コンクリート構造2階建てで、1階に一般開架室や児童開架室、お話コーナーなど、2階に調査研究室、多目的集会室、資料展示コーナーなどを設置している。建築面積は859m2、延床面積は1,545m2で、山川図書館とほぼ同じ規模である。
独自のコレクションとして、甘藷資料7,135冊を保有するが、十分に利活用されているとは言えない。

### 指宿図書館の歴史

#### 開館前史（1924-1945）
1924年（大正13年）1月24日に図書館費補助規定が制定されたことを受けて、同年7月1日に指宿村立図書館と今和泉村立図書館が創立した。指宿村立図書館は独立した建物を持ち、今和泉村立図書館は村役場に併設されていた。1931年（昭和6年）4月1日時点の蔵書数は指宿村立図書館が630冊、今和泉村立図書館が895冊であった。1933年（昭和8年）に指宿村立図書館は指宿町立図書館に改称したことは分かっているものの、第二次世界大戦中の図書館の活動記録は現存せず、混乱の中で自然消滅したものと見られている。

#### 指宿町立図書館と今和泉村公民館図書部（1948-1954）
1947年（昭和22年）2月、二月田駅前にあった揖宿地区農業改良普及事務所の職員らが「農民図書館」の設立に向けた活動を展開した。当時の指宿町は戦争から帰ってきた失業者であふれ、人々は生きるためにサツマイモを栽培したが、種芋の選別もままならぬうちに栽培したことから、黒斑病の発生が危惧された。同事務所はこうした黒斑病対策や作物の増収、畜産振興などの相談に応じるために連合国軍最高司令官総司令部（GHQ）の関与の元で設置された、鹿児島県庁農政課の出先機関であった。その所長を務めた田原迫靖は、農村図書館を造りたいと考えたが、時の指宿町に図書館を設置する余裕はなく、断られてしまった。そこで田原迫は鹿児島県立図書館の館長であった久保田彦穂に協力を求め、事務所内に「鹿児島県立図書館貸出文庫指宿出張所」として図書館を開設することにし、指宿町からも了承を得た。なお久保田彦穂とは、児童文学者として知られる椋鳩十のことであり、県立図書館出張所とすることを提案した張本人である。
そして、1948年（昭和23年）8月5日に同事務所内に指宿町立図書館が設置された。この指宿町立図書館は自前の図書は1冊も持っておらず、「鹿児島県立図書館貸出文庫指宿出張所」として県立図書館から100冊を借用し、田原迫所長の個人蔵書と農業改良普及パンフレットなどを加えた計200冊弱で始まった。事務所玄関の右側には「揖宿地区農業改良普及事務所」の看板、左側には「指宿町立図書館鹿児島県立図書館貸出文庫指宿出張所」の看板が掲げられるという不思議な状況に、道行く人から「ここは何をするところか」と尋ねられることもしばしばだったという。こうして、一方では農業相談に慌ただしく駆け込んできた農家がいるかと思えば、他方では本を借りに来た学校帰りの賑やかな子供達がいるという状況が生まれた。指宿町でも「町立図書館」の看板が掲げられた以上は予算を組まざるを得なくなり、同年の補正予算で6万円を計上した。まさに田原迫所長と久保田館長による作戦勝ちであった。改良普及事務所では夜間に農業講座や一般教養講座を開講し、講座の後には関係する図書がほぼ貸し出されるという状況が続いた。
1950年（昭和25年）7月29日には開館1周年記念事業を開催した。同年9月には今和泉村公民館図書部が発足し、既存の図書をかき集め、村内で巡回文庫を開始した。
久保田は開館記念日に講演会の講師として現れたり、図書館に人を集めるためのアイディアを提供したりと開館後も指宿町立図書館の支援を続けた。特に映画技師が映写機持参で県立図書館から派遣されてきた際には、町民を大いに喜ばせたという。

#### 指宿市立図書館（1954-2006）
1954年（昭和29年）4月1日、揖宿郡指宿町と今和泉村の合併により指宿市が発足し、指宿町立図書館と今和泉村公民館図書部を統合して指宿市立図書館が成立した。実際の運用上は今和泉村公民館図書部を指宿町立図書館に統合して市立図書館とし、引き続き改良普及事務所内に設置された。ただし、この時県立図書館出張所は廃止され、創立1年目は市民に献本を呼びかけて蔵書の充実を目指した。

##### 警察道場時代（1955-1974）
1955年（昭和30年）4月1日には自治体警察であった指宿町警察署の道場だった建物（十町241番地）に移った。この頃の図書館は県立図書館から移動図書1,000冊と青年文庫50冊を借用し、読書グループの育成を進めていた。同年9月6日には「柳和母親読書グループ」が成立し、図書館はグループの育成に努めた。この活動が評価され、翌1956年（昭和31年）2月24日に鹿児島県図書館コンクール努力賞を受賞、9月5日にはNHKの『茶の間の時間』で同グループが紹介された。また10月17日には、同グループが図書館と協力して文集『柳和』を創刊し、1958年（昭和33年）から『文芸いぶすき』に改題し、指宿市全体の文芸作品集へと発展した。市立図書館は読書グループの育成で優良図書館として1957年（昭和32年）と1958年（昭和33年）に連続で表彰され、1960年（昭和35年）11月22日には東京都立日比谷図書館から職員を招待して読書グループ研究会を開催した。県立図書館の久保田館長は読書グループの活動支援も行っており、特に「柳和母親読書グループ」の毎月の会合に鹿児島市から汽車で駆け付け、読書グループの会員は久保田館長の講話を目当てに休まず参加していたという。当時、読書をする女性は畑仕事を嫌う者と見なされ、「スロッパ」（怠け者）、「ガッシャサァ」（学者さん）などと呼ばれて冷たい視線を浴びたが、図書館で借りた本を隠れて読み、読書グループでの久保田館長の話を楽しみにして生活していた。特に『アルプスの少女ハイジ』は美しい自然と人々の自由の尊さが描かれていたことから、彼女らの心の支えとなっていた。読書が怠けているわけでなく、農作業にも役立つものとして住民に受容されたのは、アイリス栽培で現金収入を得て指導的農家になる女性が現れるようになってからであり、この時代から10年先のことであった。
1961年（昭和36年）5月20日、図書館は敷地内で建物を移動した。この建物は木造平屋建てで床面積は100.65m2であった。この頃、図書館は指宿市民の意識に封建制の名残が認められると指摘し、これを打破するためにも不読者層の開拓を目標とした。具体的には女性の読書グループや既に風前の灯火となっていた青年学級参加者、次世代を担う子供を対象に読書普及を推進した。当時の蔵書数は9,400冊で、これに県立図書館からの貸出文庫を合わせて10,100冊が館内で利用可能であった。なお当時の郷土資料は50冊にすぎず、しかもそのほとんどは南部九州や鹿児島県を対象とした資料で、指宿市に関する図書はごくわずかであった。職員は5人で、館長を含む2人が兼務という状態だったが、指宿市今和泉支所に分館を置き、巡回文庫の配本所を27か所設置していた。配本所の児童図書は親子20分読書に利用することを前提としたものであった。1963年（昭和38年）度の本館の利用者数は11,431人、本館の貸出冊数は11,856冊、延配本冊数は16,850冊、配本所の貸出冊数は17,606冊であった。1967年（昭和42年）頃から幼児への読み聞かせ活動が活発化した。

##### 市役所別館時代（1974-1984）
1974年（昭和49年）4月、旧指宿市役所別館に移転し、指宿市視聴覚ライブラリーも設置された。1975年（昭和50年）から保育園への配本を開始した。指宿市視聴覚ライブラリーは1976年（昭和51年）に山川町、開聞町、喜入町、頴娃町から委託を受けて揖宿地区視聴覚ライブラリーに改称し、映画やビデオ、映写機などの視聴覚教材・機材の充実を図った。1977年（昭和52年）、指宿市親子読書連絡協議会が発足し、機関誌『ふうりん』も創刊した。この頃の指宿市の読書グループの活動は活発で、18団体1,188人が活動し、たびたび鹿児島県大会で活動について発表している。1983年（昭和58年）度の蔵書数は34,855冊、貸出冊数は18,888冊（うち児童への貸し出しが14,201冊）で、利用者数は7,769人（うち幼児・児童が5,081人）であった。

##### 新館建設以降（1984-2005）
1983年（昭和58年）11月8日、新図書館の建設工事の起工式が挙行され、建築費2億3247万円、外構工事費2680万円をかけて1984年（昭和59年）8月に新館が開館した。新館への移転作業は同年7月に行われ、当時盛んであった親子読書会の女性らが手弁当持参で応援に駆け付けた。新図書館では、蔵書の充実、利用者との連携強化、レファレンスサービスの充実、公民館図書室や配本所とのネットワーク確立の4つの目標を立てた。目標を達成すべく、1984年（昭和59年）より年4回の読書講座を開始し、1985年（昭和60年）には移動図書館「つまべに号」を導入、古典文学講座と絵本・紙芝居の読み聞かせも始まった。1988年（昭和63年）3月に59回開催された古典文学講座が終了し、代わって4月から市民講座「い・ぶ・す・きを学ぶ」が開講され、1996年（平成8年）3月まで続いた。
多くの人の熱意によって支えられていた図書館であったが、1990年代頃から図書館は、非専門職の職員が数年置きに入れ替わりで配置される状態が続くようになった。司書が派遣されても改革に着手する前に異動を余儀なくされ、購入図書や寄贈図書の一部は整理されることなく、選書は企業に頼り、選書はそれでよかったが除籍はそうもいかず、蔵書数が適正値を大幅に超過していた。また、専門の司書が一人しかないためサービスの提供が難しい状況が続いていた。利用者の目線からは、コンピュータによる蔵書管理が導入されていないため、電話による貸出延長ができない、蔵書検索ができない、借りた本をすべて同時に返さなければ新しく本を借りられないなどの不便さがあり、利用者はコンピュータ化された山川町立図書館（現・指宿市立山川図書館）へ流出していた。
2003年（平成15年）、読み聞かせ活動を再編し「ふれあいおはなし会」に変更、読書週間に「読書まつり」を開催した。同年度の蔵書数は101,176冊、貸出冊数は77,019冊で、利用者数は23,752人（うち移動図書館が4,346人）であった。1985年から開始された移動図書館車つまべに号は2005年（平成17年）3月、20年間の役目を終えた。同年、図書館ボランティアグループ、本と人とをつなぐ「そらまめの会」が発足した。そらまめの会はまず、熱意のある当時の司書とともに10年間も貼ったままであった恐竜のイラストを剥がし、館内装飾の制作を始めた。そらまめの会の活動以降、減少傾向にあった利用者が徐々に戻り始めた。

#### 指宿図書館（2006-）

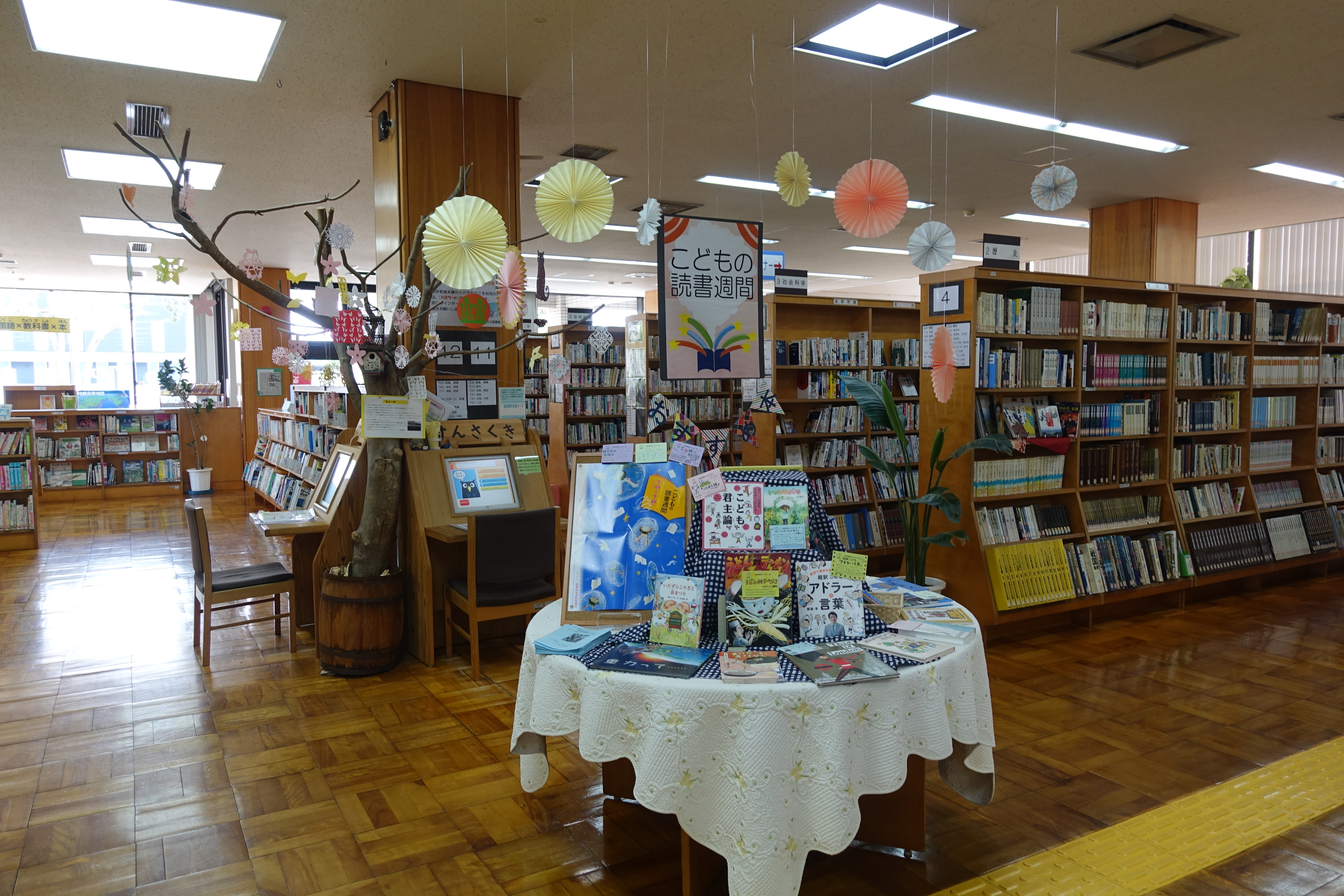
指宿図書館の館内

2006年（平成18年）1月1日、旧・指宿市、揖宿郡山川町、同郡開聞町が合併し、これらの市町が設置していた図書館・図書室を引き継いで新・指宿市立図書館が発足し、旧・指宿市立図書館は指宿図書館に改称した。同年6月に指宿市は指宿・山川両図書館に対して指定管理者制度を導入することを決定し、10月に募集が始まると日本全国で図書館業務を行う大手企業が名乗りを挙げた。本と人とをつなぐ「そらまめの会」では、「本と人とのつながりを守りたい」という気持ちから指定管理者に応募することを決意し、10月中旬にNPOの法人格を取得した。最終的に指定管理者へは図書館運営実績のない地元の企業などを含めて5団体が応募し、同年12月に特定非営利活動法人本と人とをつなぐ「そらまめの会」が選定された。
そして2007年（平成19年）4月1日より指定管理者による運営に移行した。そらまめの会は館内のディスプレイの刷新、多彩なイベント開催、職員によるブログ「てくてくライブラリアン」の更新を通した情報発信など、公営時代は停滞気味であった図書館活動を一新した。一方、本と人とをつなぐ「そらまめの会」でも郷土資料室や閉架書庫、甘藷資料には手を出すことができず、2010年（平成22年）4月からの第2期指定管理に持ち越されることになった。その後3期においてその作業を終えた。
2011年（平成23年）3月、東日本大震災の発生を受けて「東北地方太平洋沖地震コーナー」を設置し、同地震や福島第一原子力発電所事故を報じる新聞記事や指宿市の避難所情報などを掲示し、関連書籍の展示を行った。同年9月1日よりコンピュータ導入のために休館に入り、翌2012年（平成24年）2月1日に再開館した。当日は記念式典が開催され、市長の豊留悦男や近隣の幼稚園・保育園の園児らがテープカットを行った。これにより指宿図書館の蔵書検索や貸し出しがコンピュータでできるようになったばかりでなく、山川図書館とのシステム統合が行われたことで、両館の蔵書検索・予約・貸出延長が館内端末でできるようになった。さらに指宿市開聞庁舎、川尻ふれあい交流館、今和泉校区公民館、池田校区公民館にも端末が設置されて館内端末と同等の機能が利用可能となり、市内の全小中学校・指宿市立指宿商業高等学校には市立図書館の図書を予約できる端末が導入された。インターネットからの蔵書検索や予約等も、この時にできるようになった。
2015年（平成26年）9月8日、指宿市で点訳ボランティアを行っている「指宿てんしの会」から、2011年（平成23年）にそらまめの会による図書館運営の様子をまとめた書籍『私たち図書館やってます!』の点訳本が寄贈された。同会が4年がかりで点訳したもので、原書が149ページであるのに対し、点訳本は3巻組計375ページの大作になった。

## 山川図書館
山川図書館（やまがわとしょかん）は、鹿児島県指宿市山川成川にある公立図書館。指宿図書館とともに指宿市立図書館を構成する1館であり、指定管理者の特定非営利活動法人本と人とをつなぐ「そらまめの会」が運営する。
図書館は鉄筋コンクリート構造2階建てで、1階に一般開架室や児童開架室、お話コーナーなど、2階に多目的ホール、学習室、展示コーナーなどを設置している。建築面積は839m2、延床面積は1,591m2で、指宿図書館とほぼ同じ規模であるが、敷地面積は6,268m2と指宿図書館の2倍以上ある。

### 山川図書館の歴史

#### 初代・山川町立図書館（1954-1979）
山川における図書館活動は、1954年（昭和29年）に山川町議事堂の下の一角で開設された山川町立図書館にさかのぼる。開館から間もなく、山川町役場新庁舎建設のために立ち退くこととなり、山川町立山川小学校（現・指宿市立山川小学校）の音楽室へ移転した。1957年（昭和32年）、元の敷地に復帰した。復帰当時の蔵書数は2,383冊であったが、自前の図書は1,633冊で残り750冊は鹿児島県立図書館の貸出文庫を借用していた。同年の貸出冊数は9,361冊で、当時盛んであった青年会読書活動、子供の読書会、主婦読書グループの3つの読書活動に支えられていた。このうち主婦読書グループは、旧来の農村的な考え方から周囲に冷たい視線を浴びせられることもあったというが、5年以上活動を続け、後に「親子読書20分間読書会」と合流した。
1964年（昭和39年）、開館から10年を迎えたものの、読書会など一部の人にしか図書館の存在が認知されていなかったことを受けて、『広報やまがわ』で図書館の紹介を行った。この紹介文によると、当時の図書館の蔵書数は3,640冊（県立図書館からの借用が1,100冊）で8時30分から17時まで開館し、貸し出しは1人1冊1週間以内であった。
1970年（昭和45年）、山川町社会教育課が旧山川小学校へ移転したのを機に、図書館もそこへ移転した。この図書館は教室と準備室を転用したもので、「倉庫型図書館」と形容された。利用者が図書館のある山川港周辺の住民に限られたことから、1977年（昭和52年）に自家用自動車を使った移動図書館を開始した。この「移動図書館」は木陰に本を並べ児童に読書をしてもらうというもので、貸出冊数が年間500冊増加しただけでなく、図書館の存在を町民全体に認知してもらうきっかけとなった。

#### 山川町民会館図書室（1979-1995）
1978年（昭和53年）、図書館の位置に山川町民会館を建設することになり、山川町立山川中学校（現・指宿市立山川中学校）の図書室へ移転した。山川町民会館は1979年（昭和54年）11月1日に開館し、2階に図書室が設けられた。山川町民会館は山川町の町制50周年記念の年に開館した町内初の冷暖房完備の施設であり、こけら落としの席で当時の町長が「文化の殿堂」として活用していくと表明した。名称上は図書館から図書室へ「降格」した形であったが、床面積は168m2と広くなり、図書館時代より活動は活発化した。しかし、専門職員として司書を配置することは叶わなかった。
1980年（昭和55年）、日本国の補助金を得て山川町初のボランティア活動である「婦人読書ボランティア活動」が開始された。この活動には20人の女性が参加登録し、読み聞かせや紙芝居などの理論と実技を学習し成果を町内の保育園や老人クラブなどで披露するというもので、同年の一坪図書館の設立へ導く原動力となった。1981年（昭和56年）時点の蔵書数は7,517冊で、図書室活動の活発化に対応するため、半日勤務の臨時職員を配置した。1983年（昭和58年）にはPTAや公民館などと連携して「朝読み・夕読み活動」を展開した。この活動はかつて盛んであった輪読や素読を現代風に再生しようとしたもので、朝または夕方に5 - 10分間の音読を推進した。読書の対象は図書館の本から教科書、新聞までありとあらゆる活字媒体が利用された。この活動は後に衰退するが、利永地区には定着した。
図書室職員はこうした活動実績を示しつつ、「線香の火では風呂は沸かせない」という椋鳩十の言葉を引用して山川町に図書購入費の増額を求め、1982年（昭和57年）に43万円だったものが、1984年（昭和59年）以降は毎年140万円前後計上されるようになった。更に図書館の本を子供に届けようと1987年（昭和62年）から保育園に園文庫を、1988年（昭和63年）から小学3年生の教室に学級文庫を開設し、1989年（平成元年）には小学2年生の教室にも文庫を開設した。利用状況は学級担任の意欲によりクラスごとの差が大きかったものの、1990年（平成2年）度は児童1人当たり月4冊に相当する年間15,000冊を貸し出すという想定以上の実績を挙げた。
1985年（昭和60年）には1万冊弱だった蔵書は1989年（平成元年）には約2万冊にまで増加し、同年より開館時間を1時間延長し18時までとした。1時間の延長は功を奏し、仕事を終えた漁業関係者や児童・生徒の来館が増加した。この年から貸出冊数を3冊から5冊に増やし、15日間借りれるように変更した。しかし利便性という点では、土日が休館であること、カウンター職員が1人しかいないことが課題として残っていた。

#### 2代目・山川町立図書館（1995-2006）
平成に入ると、図書室は収蔵能力を超過し、活発な活動への対応も難しくなってきたことから、新たに図書館を建設しようという動きが見られるようになっていった。1992年（平成4年）より基本構想策定に入り、1993年（平成5年）に建設場所の決定と用地買収、1994年（平成6年）に着工と順調に進み、1995年（平成7年）10月24日に山川町立図書館が開館した。図書館の場所は、小・中・高校の中間地点に立地することから選定された。新図書館は「町の文化・情報・交流の拠点」となることを目標としたため、1階に図書館機能、2階にホールを備えた多目的機能を配置し、南薩地域で初めてコンピュータを導入した貸し出し・蔵書管理システムを管理した。このシステムは鹿児島県立図書館にも接続し、町立図書館にない図書が県立図書館にあるかどうかすぐ検索できるようになった。また従来は山川町民会館で開催していた生涯学習講座「ふるさと山川町民大学」を1996年（平成8年）より図書館で開催するようになった。1996年（平成8年）の貸出冊数は約3万6千冊で、町民1人当たり3冊と高実績を記録した。

#### 山川図書館（2006-）

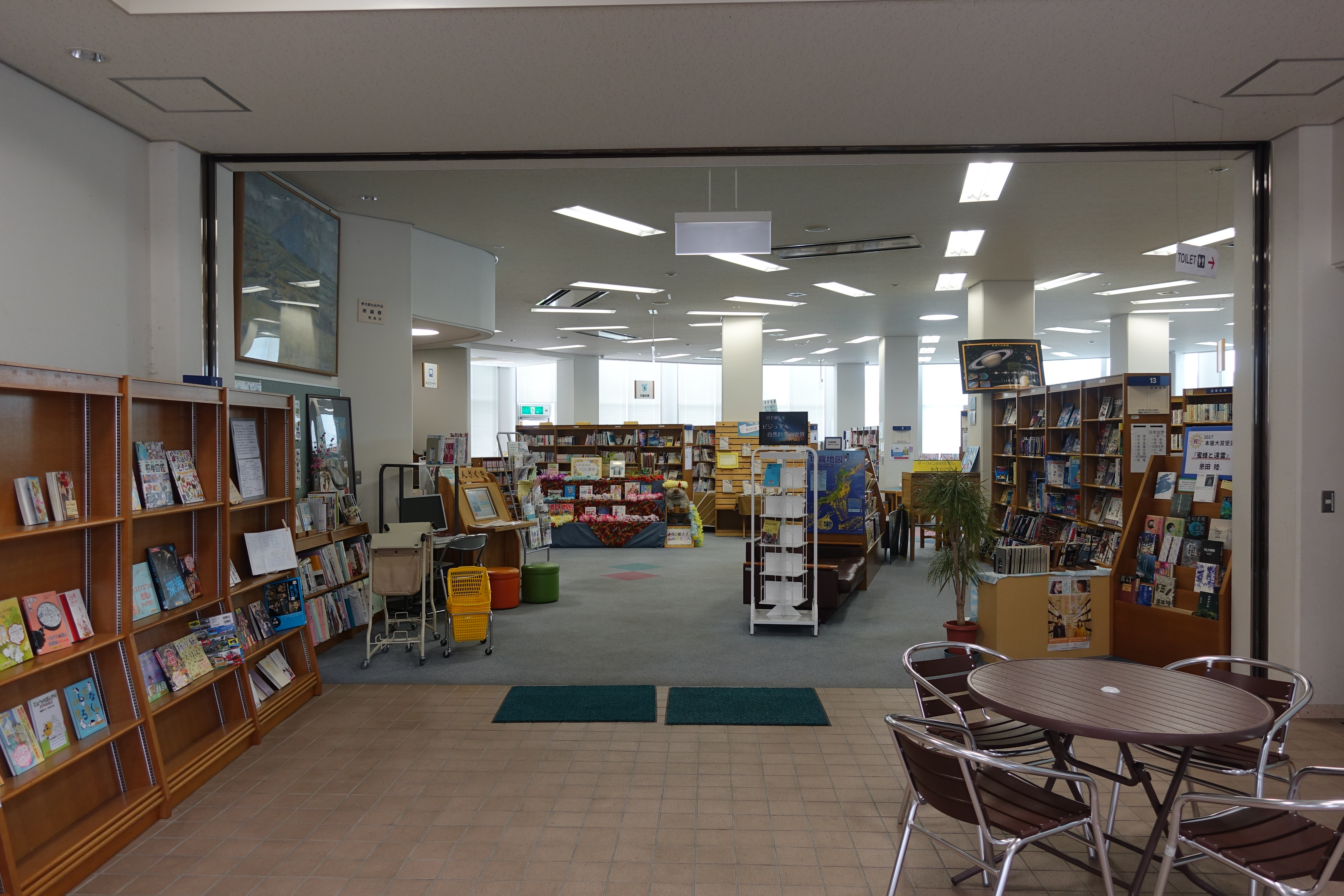
山川図書館の館内

2006年（平成18年）1月1日、旧・指宿市、揖宿郡山川町、同郡開聞町が合併し、これらの市町が設置していた図書館・図書室を引き継いで新・指宿市立図書館が発足し、旧・山川町立図書館は山川図書館に改称した。同年6月に指宿市は山川・指宿両図書館に対して指定管理者制度を導入することを決定し、同年12月に指宿図書館でボランティア活動をしていたそらまめの会が指定管理者に選定された。
そして2007年（平成19年）4月1日より指定管理者による運営に移行した。そらまめの会は多彩なイベント開催、職員によるブログ「てくてくライブラリアン」の更新を通した情報発信など、公営時代から図書館活動を一新し、利用者との関係を一から構築し始めた。
2012年（平成24年）2月1日に指宿図書館にコンピュータが導入され、山川図書館とネットワークで結ばれた。
2015年（平成27年）11月、開館20周年記念イベントが開催され、親子ら約40人が参加した。当初は山川図書館芋の収穫祭を実施する予定であったが虫害のために断念し、指宿農業協同組合の職員による講話や紙芝居でサツマイモについて学んだ後、スイートポテトやサツマイモクッキーを食べるという行事に変更された。

## 主な取り組み

### 共通・合同企画

#### 出張おはなし会
おはなし会自体は日本全国の多くの図書館で開催される行事であるが、指宿市立図書館の場合は図書館を飛び出して幼稚園から大学までの各種学校や高齢者や障碍者のケアルームへ出張して行うというところに特色がある。「出張おはなし会」は図書館で待っているだけでは聞けない声を聴くことを目的として、年間30 - 40回ほど開催している。図書館ではおはなし会での子供達の反応を見ながら今の子供が求める本を探り、クラスの雰囲気に応じたおはなし会の進行を目指している。おはなし会の終わりには、会で読んだ本が図書館にあることを宣伝し、実際の来館に結び付けている。また天候不順で遠足が中止になった際に、突発的に園児や児童を図書館で受け入れ、「いきなりおはなし会」を開くこともある。
例えば2010年（平成22年）8月の「よるのおはなし会」では、会の後に星空観察会を行うことから宇宙に関する絵本の読み聞かせを実施した。このほか、そらまめの会として毎年8月にフラワーパークかごしまの依頼で「竹とうろうの夕べ」に参加し、おはなし会を行っている。
高齢者向けのおはなし会は、指宿老人福祉センターの「ふれあいデー」に参加して、詩の朗読や大人向け絵本の読み聞かせ、方言での語り聞かせなどを行っている。高齢者の中には図書館に行きたくても自動車の運転ができずに来館できなかったり、仮に来館できても小さな活字では満足に読めなかったりする人も存在することから、おはなし会はそうした人にとって楽しいひとときになっているという。また子供向けのおはなし会よりも参加者の反応が良いのが特徴である。
ほかにも、日中働いているためおはなし会に参加できない親子のために「よるのおはなし会」を夜の図書館で開いている。薄暗い館内でブラックライトを使った絵本の読み聞かせや、「こわいよるのおはなし会」とミステリーツアーなど、夜ならではの演出を取り入れている。また出張おはなし会の類似企画として、指宿図書館では2013年（平成25年）より、観光振興を目的として指宿駅の足湯広場で紙芝居を披露している。ここで披露される紙芝居は「こへふっどん」などの地域に伝わる民話、言い伝え、地名由来などであり、薩隅方言（鹿児島弁）で語られている。

#### セミの羽化観察会
指宿図書館と山川図書館の合同企画として、2007年（平成19年）から毎年夏休みに「セミの羽化観察会」を開催している。この企画は職員の1人が学校司書時代に『せみのおきみやげ』という絵本と出会ったのをきっかけにセミの観察を始め、勤務校で観察会を実施したのが元となっている。観察会ではまず、セミにまつわる詩の読み聞かせや、セミの雌雄の見分け方、羽化の説明を行った後、外へ出て、セミが土から木に移りゆっくりと羽化する様子を観察する。観察会には、普段は図書館に来ない子供や父親の参加も多く、年によっては60人を超す参加者を集める指宿市立図書館の人気企画である。
なお、旧指宿市立図書館時代の1975年（昭和50年）からしばらくの間、「夏季記名会」と称した昆虫・貝殻・植物の観察会を実施したことがある。

#### 学校との連携
指宿市立図書館では、小中学校と連携して調べ学習を支援している。支援方法は連携先の教員次第で、ゲストティーチャーとして授業に参加することもあれば、児童・生徒に図書館に来てもらって調べ学習の仕方を教授することもある。時には「インターネットで調べてくるように」と教師に言われてコンピュータを借りに来た子供に、本を使った調べ方や聞き取り調査などインターネット以外の調査方法を教えることもある。また夏休みの自由研究支援として「ミニミニ自由研究講座」を毎年開催している。
鹿児島県立指宿高等学校では、就職や進学先が決まった3年生向けに「向上の道プラン」というプログラムを実施している。これは、卒業を控えた高校生が毎年1月に幼稚園などに出向いておはなし会をするというもので、指宿市立図書館の職員が、そもそもおはなし会に出向く意味とは、というところから始めて、選書の方法、おはなし会の進行方法、声の出し方・ページのめくり方などおはなし会の極意を高校生に伝授する。「向上の道プラン」は進路が決まった全生徒が参加しなければならないという性格のプログラムであるため、職員は意欲にばらつきのある高校生に配慮しながら、毎日交替でプログラムを運営している。
鹿児島国際大学では、司書や司書教諭を目指す学生向けの出張おはなし会を年1回開催している。ここで行う「おはなし会」は、過去に披露して聴衆の反応が良かったものを再演するとともに、司書として現場の役立つ知識の伝授、おはなし会で使う仕掛けの種明かし、失敗談の公表などを通して司書の卵に刺激を与えることを目的としている。

#### 図書館講座と絵本作家講演会
講座自体は指宿市直営時代から引き継いだものであるが、その内容はそらまめの会が指定管理者となった翌2008年（平成20年）に一新された。市直営時代は鹿児島国際大学から講師の派遣を受けおり、そらまめの会による運営初年度もこれを踏襲した。しかし2008年（平成20年）からは地元で暮らす人にそらまめの会が直接講師依頼をして、地域密着型の講座を開くようになった。例えば刷新初年の2008年（平成20年）には、同年の大河ドラマ『篤姫』にちなんで「篤姫焼酎」作りを企画した人物を招待して、「焼酎学講座」を開いた。
子供向けには、絵本作家の講演会を開いている。鹿児島市であれば作家が来訪し講演を開くこともあるが、薩摩半島の南端に位置する指宿市ではそうした機会がないことから、そらまめの会として民間の助成金を得て開催するもので、これまでに赤木かん子、あきやまただし、金原瑞人、川端誠、二宮由紀子、長谷川義史らを招いて講演会を実施している。

#### 図書館フェスティバル
2003年（平成15年）に旧指宿市立図書館が「読書まつり」として始めた行事で、2009年（平成21年）に会場を指宿図書館から山川図書館へ移し、名称も「図書館フェスティバル」に変更した。会場を山川図書館にしたのは、山川図書館が指宿市の中央付近に位置することと、駐車場が指宿図書館よりも広いからである。
読書まつり時代は保育園や学校の読書活動の展示や報告会、外部講師による講演会などの月並みなものであったが、図書館フェスティバルに改称後は「地元参加型」を掲げ、活動報告などを取りやめた。第1回は『ヘンゼルとグレーテル』にちなんで館内をお菓子の家風に装飾し、職員は『ヘンゼルとグレーテル』の登場人物の衣装に扮して参加者を出迎えた。ほかにも大成小学校・山川中学校の児童生徒による詩の朗読や手作りの大型絵本を使ったおはなし会が開かれた。

### ブックカフェ号「そらまMEN」
図書館の事業としてではなく、指定管理者のそらまめの会の事業として移動図書館を2018年（平成30年）より行っている。そらまめの会の運用する移動図書館は、ブックカフェ号「そらまMEN」という名前で、本だけでなく地元農家の野菜や特産物も積み込みたいという思いから「ブックカフェ号」と名付け、「そらまMEN」は、出資者が命名した。ブックカフェ号の整備資金はクラウドファンディングサービス「Readyfor」を通じて募集したが、地元の住民や企業からの直接寄付の比率が高く、そらまめの会のメンバーが自らクラウドファンディングの口座に代理振り込みする形となった。ブックカフェ号は導入以来、指宿市内にとどまらず、鹿児島県各地や、横浜市で開かれた図書館総合展にも出張している。導入初年の2018年（平成30年）は、大河ドラマ『西郷どん』が放送されていたこともあり、『西郷どん』関連の本の利用が多かったという。

### 指宿図書館の活動
毎月開催する行事としてボランティア団体「えほんのひろば」による毎週火曜日のおはなし会、槌橋保育園子育て支援スタッフによる第1火曜日の「わらべうたのへや」、第2金曜日の「よるのおはなし会」、第3日曜日の「おはなしのとびら」がある。このほか、ゴールデンウィーク・夏休み・冬休みに「ビデオアニメ館」と称する映画上映会を実施している。

#### 文芸いぶすき
『文芸いぶすき』は、指宿図書館が毎年発行している文芸作品集であり、2015年（平成27年）に第60号を刊行した。毎年、指宿市民や指宿市出身者から作品を募り、編集委員会の審査を通過したものが掲載される。収録作品は随筆・短歌・俳句・川柳・薩摩狂句・詩・郷土史の7分野から成る。
創刊は1956年（昭和31年）10月17日で、指宿市立柳田小学校の学区内で活動していた「柳和母親読書グループ」の文集『柳和』として刊行された。第2号は柳和母親読書グループだけでなく、市内の他の読書グループからの寄稿も受け、第3号から『文芸いぶすき』を名乗るようになった。当時は「素朴な生活記録文」を市内全域から収集するという方針で編集されていた。2006年（平成18年）に山川町・開聞町と合併して新しい指宿市が発足したことにちなんで一旦号数をリセットし、同年刊行分を「創刊号」にしたが、2015年（平成27年）に『柳和』時代からの通算号数に戻した。

#### 絵本DEおやつ
絵本を読んでその絵本にちなんだ料理を作って食べるという企画であり、「子育て支援」の一環として毎年開催されている。指宿市在住の料理研究家である上薗芙美子が講師を務めている。第1回は『はらぺこあおむし』にちなんでカップケーキ、スイカ、ソーセージ、第2回は『ばばばあちゃんのおこのみやき』からお好み焼きと『ばばばあちゃんのアイスパーティー』からシャーベットを作った。上薗は「エコ料理」を信条としていることから、これらの料理を作った後に残った材料でさらにもう一品を作っている。
「絵本DEおやつ」とは別の企画であるが、2016年（平成28年）7月28日に指宿市の「シビックカフェ」事業の一環で、指宿産のマンゴーを使ったマンゴーパフェ作りが行われた。ただパフェを作るだけでなく、図鑑や絵本でマンゴーについて調べ、マンゴー農家による講演を聴くというプログラムが組み込まれている。

#### レファレンスからの郷土史の発掘

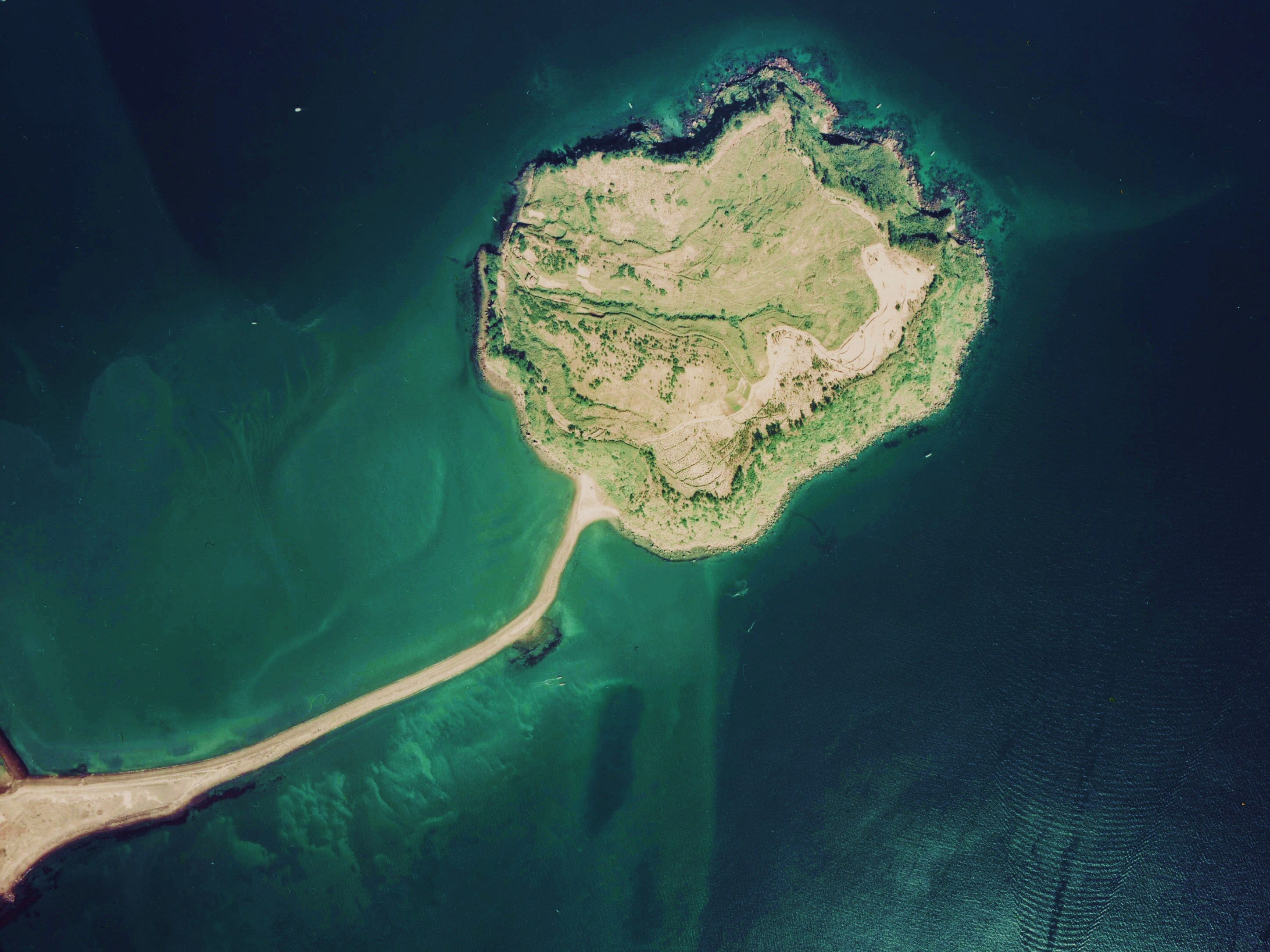
知林ヶ島と砂州（1974年、）

偶発的な取り組みとして、レファレンスサービスを契機とした郷土史の発掘・記録の取り組みがある。例えば京都府から指宿市を訪れ、「潜水艇発着跡」の碑を見つけた人がその詳細を求めて来館したことを契機として、指宿空襲や特攻艇「震洋」にまつわる証言の収集が始まった。この調査の中で鹿児島湾の無人島・知林ヶ島付近の砂州に旧大日本帝国海軍の水上機の残骸が現存することが判明し、2015年（平成27年）に指宿図書館が主催した「戦跡ツアー」で参加者に紹介している。
また、かつて山川地域の成川浜と山川港を結ぶ瀬渡し船の船頭が歌っていた舟歌の歌詞が知りたい、というレファレンスに対して文献調査を行ったものの記録は見つからず、地域の高齢者に聞き取りを行うことで、『山川町史』にも収録されていなかった歌詞が判明した。

#### 子育て支援
子育て支援として授乳室、オムツ換えの部屋、赤ちゃん絵本コーナーを設け、ベビーカー、ベビーベッド、ブックカートを備える。設備だけでなく、母親がトイレに行く際には職員が代わりに赤ちゃんを預かるなどの気配りを心がけている。

### 山川図書館の活動
毎月の行事として、ボランティア団体「おはなしぶらんこの会」によるおはなし会を第4土曜日に行っている。また山川図書館が指宿市立大成小学校と近接していることを生かして、同校で「昼休みのおはなし会」を行う。

#### 一坪図書館
山川町民会館図書室時代の1980年（昭和55年）に始まった取り組みで、子供会の指導者と図書室の職員の会話の中で、「1坪あれば読書運動ができるのだが……」という意見が出たことを契機として図書室職員が具現化したものである。個人宅の玄関先などの小さなスペースに山川図書館から配本された図書を置く本棚を設置し、貸し出すというものであり、図書館まで来館することが難しい人の利用を想定している。機能的には配本所に類似するが、配本所の語感が「上からの押し付け」、「静的なイメージ」であったことから、配本所ではなく「一坪図書館」と称することにしたという。
設置協力者である一坪図書館長は、この活動の趣旨に賛同し、子供会や婦人会、PTA役員など社会教育の経験がある人が選ばれた。館長によっては集まった子供に読み聞かせを行うなど、独自の活動を付加していた。この結果、一坪図書館は学校帰りの子供や母親の社交の場となり、農業書を求めて男性も訪れるようになった。1981年（昭和56年）度は貸出総数10,468冊のうち一坪図書館での貸し出しが6,000冊に達し、大きな成果を挙げた。
1980年代には毎年13館程度の一坪図書館があったが、2009年（平成21年）度は7館で運営された。一坪図書館の館長の高齢化や主な利用層であった子供の減少などにより、取り組みの存続が危ぶまれている。

#### 子供の居場所作り
山川図書館では、職員と子供達の間で名前を呼び合う関係が構築されている。そらまめの会が指定管理者となった2007年（平成19年）4月時点では子供の来館者はほとんどなく、同年8月に「夏休みイベント」として工作やゲームを開催して職員が小学生の名前を覚え、信頼関係を築いていくことで子供の来館が増えていったという。夏休みイベントは年々参加者が増加し全体の来館者も増えたため、2010年（平成22年）には開催数を減らさざるを得なくなるほどであった。
2008年（平成20年）には中学生の来館を促すべく、学校司書と連携して「YA通信」の発行・配布、赤木かん子の協力によるYAコーナーの整備、中学校での朝の読み聞かせ活動、読み聞かせで扱った図書をクラス別に展示する「中学校で読み聞かせした本コーナー」の設置を行った。この活動が実を結び、目に見えて中学生の来館が増加し、2009年（平成21年）からは指宿市の中学校の正式な教育課程として「図書館員による読み聞かせ」が組み込まれた。
以上のような取り組みにより、本を借りる以外にも、職員との談笑や親の送迎待ちなどさまざまな目的で子供が訪れ、中には「家族が誰も帰ってこない」と言って泣きながら助けを求めに来た子や、進学や引っ越しで町を離れることになった子が挨拶に来たり、夏休みなどの帰省の折に顔を出す子も現れるようになった。

#### 山川図書館芋
山川図書館ではサツマイモの栽培を行っている。2009年（平成21年）に図書館の花壇に植えるものを検討した際に、山川地域がサツマイモを世に広めた前田利右衛門の出身地であることにちなんで、サツマイモが選ばれた。初年度は図書館をよく利用する小学生や高校生と公民館主事の協力で5月7日に有志から寄付された苗を作付し、10月31日に収穫して図書館内の調理室でふかし芋にして来館者や職員に食された。
図書館の敷地内にある約0.8aの畑で図書館職員が栽培し、2015年（平成27年）12月7日にはコンテナ4箱分の収穫があった。このとき収穫されたサツマイモは2016年（平成28年）1月5日の新年初開館の際に、来館者に「年賀の挨拶」としてサプライズで30袋配布された。

#### 大成フォトコンテスト
この企画は指宿市立大成小学校の保護者らが運営するもので、山川図書館としては会場提供とコンテストで集まった写真の保管という形で関わっている。主催者は図書館来館者に写真を見てもらうことと、大成小学校区の人に図書館を利用してもらうことを意図してコンテスト会場を図書館にしたといい、来館者の投票で最多得票者を表彰している。図書館側はコンテストに出品された写真が将来的に貴重な歴史資料となると考えて保管している。

#### ぬいぐるみのお泊まり会
2015年（平成27年）12月23日に「ぬいぐるみと一緒におはなし会」という企画を始めて開催した。この企画は、子供達が自分のぬいぐるみを持っておはなし会に参加し、ぬいぐるみだけそのまま図書館に「宿泊」し、翌24日に貸し出しなどの図書館業務をぬいぐるみが「体験」し、翌25日に体験の様子を撮影した写真とお勧めの絵本をぬいぐるみの持ち主の子供に贈られ、ぬいぐるみが持ち主の元に「帰る」というものである。この企画には3歳から11歳までの子供15人が参加した。
ぬいぐるみが図書館に泊まるという企画は、アメリカ合衆国の図書館が発祥であり、日本でも葛飾区立図書館、高山市図書館、宝塚市立西図書館など各地で実施されている。

## 交通
指宿図書館
JR指宿枕崎線指宿駅西口から徒歩すぐ。駐車場は31台分ある。
山川図書館
JR指宿枕崎線山川駅から鹿児島交通路線バス乗車、山川校前バス停下車、徒歩すぐ。駐車場は115台分ある。